# Anton Flešár
Anton Flešár (Stropkov, 8 maggio 1944 – Košice, 11 aprile 2024) è stato un calciatore cecoslovacco, di ruolo portiere.

## Carriera
Con la Nazionale cecoslovacca prese parte ai Mondiali 1970.